# Symphoromyia spitzeri
Symphoromyia spitzeri är en tvåvingeart som beskrevs av Chvala 1983. Symphoromyia spitzeri ingår i släktet Symphoromyia och familjen snäppflugor.
Artens utbredningsområde är Uzbekistan. Inga underarter finns listade i Catalogue of Life.